# 巴门尼亚
巴门尼亚保险（德語：Barmenia Versicherungen）是一家总部设于德国伍珀塔尔的大型独立保险集团，集团名称源自其所处的市分区巴门。